# Newry (Karolina Południowa)
Newry – jednostka osadnicza w Stanach Zjednoczonych, w stanie Karolina Południowa, w hrabstwie Oconee.